# Thomomys idahoensis
Thomomys idahoensis là một loài động vật có vú trong họ Chuột nang, bộ Gặm nhấm. Loài này được Merriam mô tả năm 1901.

## Hình ảnh

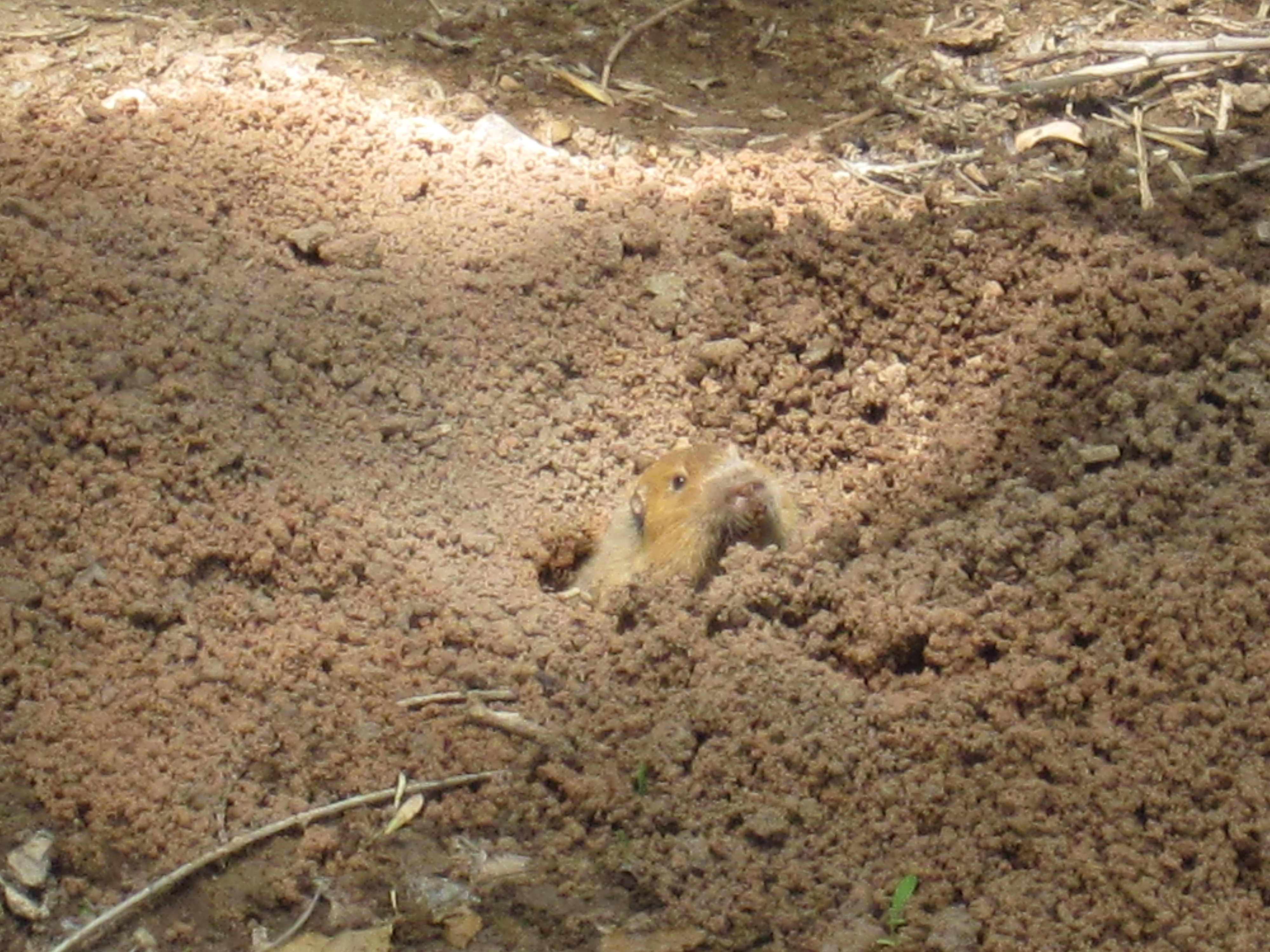